# 特別職用車
特別職用車（とくべつしょくようしゃ）は、太平洋戦争後の一時期、連合軍総司令部(GHQ)高官や日本国有鉄道（国鉄）幹部の管内巡察用に製作された、事業用客車である。

## 沿革
特別職用車は、1949年（昭和24年）に連合軍の交通行政を所管していた民間運輸局 (Civil Transportation Section = CTS) の勧告により、連合軍総司令部および外国貴賓の国内旅行用ならびに国鉄総裁や運輸支配人、鉄道管理局長などの管内視察用に製作されたものである。
この種の客車の嚆矢は、1947年（昭和22年）にCTSから管内視察用の客車提供の要請により、鷹取工場で保管されていた展望車（スイテ47 1）に冷房装置の搭載等の改造を行い、マイテ47 1として提供したものである。続いて、休車中の食堂車スシ37 12を改造したスイネ39 1が製作され、その後、GHQ経済科学局の指示で、北海道・九州の炭鉱視察用に連合軍の接収を解除された病客車スヘ31 11と三等車スハ32 256がスイネ34 1・スイネ34 2として提供された。
1950年（昭和25年）から前述の4両を含み、国鉄本庁用として6両、鉄道管理局用として10両の計16両が特別職用車として改造・整備された。これらは、ほとんどが連合軍の接収解除車を種車としており、展望室や会議室、区分室、調理室などが設置（一部の設備のないものもあった）され、当時としても非常に行き届いた設備を備えていた。しかし、1952年（昭和27年）の講和条約発効にともない、連合軍関係の車両はほとんどが返還され、特別職用車もあまり使用されることがなくなった。さらに、かなり落ち着いたとはいえ戦後の混乱が残る時期でもあり、その豪華な設備が世間の批判の的となり、製作後2年から3年というわずかな期間で、あるものは復元され、またあるものは特殊用途車や事業用車に転用され、消滅した。
特別職用車には、国鉄の正式番号（車番）とは別に、スヤ1、マヤ2といった独自の職用車番号が与えられた。国鉄本庁用がは1 - 6、鉄道管理局用が21 - 30であった。車体への標記については、職用車番号のみ、国鉄正式番号のみ、あるいはその両方が行われた時期があった。

## スヤ1（スヤ51 1）
スヤ1（スヤ51 1）は、1950年（昭和25年）4月に落成した国鉄本庁用特別職用車で、大井工機部（現・東京総合車両センター）で改造が行われた。改造種車は、1946年（昭和21年）6月18日に東海道本線の二宮駅東方で発生した列車追突事故の被災車であるオハフ33 49（1939年〈昭和14年〉10月、汽車製造東京支店製。旧番号 スハフ34768）である。
車内の構成は、前位側から展望会議室、洋式便所、個室寝台3室、給仕用寝台、調理室、便所である。展望室は密閉式で、妻面には天地寸法を拡大した固定式のガラス窓が設けられ、その次位にはこれも天地寸法を拡大したガラスをはめ込んだ扉が設けられている。後位の出入り口はふさがれた。また、同時に冷房装置も取り付けられた。落成時の車体腰板部の2箇所には、「J.N.R.1」の標記がなされたが、目立ちすぎるということで、3日後に消去されるというエピソードもあった。このあたりは、部内の巡察用に豪華な設備を持つ車両を使用することに対する、当局の後ろめたさがうかがえる。特別職用車の使用要領には、目立つ場所に留置しないことまで記載されていた。
落成時の台車は、種車のままのTR23であったが、直後にスハ42 50が装備していたTR40の枕ばねを改造したTR40Aに振り替えられた。本車は、その後も2度にわたって台車の振り替えが行われており、1954年（昭和29年）には新三菱重工の試作台車であるMD1に、1957年（昭和32年）にはシュリーレン式のTR57に変更されている。
特別職用車としての任務を終えた後は、1952年（昭和27年）にスヤ46 1に改造されたことになっているが、余剰車を生かすための措置で、実際の改造は行われなかったと推定されている。1953年（昭和28年）には、外国人団体向けの特殊営業車に転用され、洋式便所の一部とそれに隣接する寝台1室がそれぞれシャワー室と更衣室に改造されるとともに、スイ46 1に改称された。同年6月の車両称号規定改正では、マイフ97 1と改番。さらに1960年（昭和35年）の2等級制移行に際して、マロフ97 1に改番されたが、1963年（昭和38年）2月に廃車となった。1970年（昭和45年）には、国分寺市の中央鉄道学園に搬入のうえ、研究用とされたが、1974年（昭和49年）に解体された。

## マヤ2（マヤ47 1）
1946年に、CTSの地方巡察車として大井工機部で整備されたもので、もとは1930年（昭和5年）製の一等展望車スイテ47 1（旧番号スイテ37002 → スイテ37030）である。その際、中央部の客室を廃して個室寝台の増設や調理室の設置が行われた。連合軍の要請により改造されたものであるが、白帯（クリーム帯ではない）にJ.G.Rの標記が行われ、国鉄の営業車である一等寝台車として扱われた。1947年（昭和22年）に2次改造が行われ、調理室のガスレンジが石炭レンジ化された。翌1948年（昭和23年）には冷房装置搭載により重量が増加し、マイテ47 1に改称された。この間、CTSの要人輸送用に使用されていたが、1950年に特別職用車制度ができると、国鉄本庁用のマヤ2（マヤ47 1）となった。定員は8人である。
1953年（昭和28年）3月に特別職用車の任を解かれて後は、特殊営業車としてマイ47 1と改称され、同年の形式称号規程改正によりマイ98 1となったが、1956年（昭和31年）11月にオシ17 1の改造種車となり、消滅した。

## マヤ3（マヤ57 1）
1950年6月に、大宮工機部（現・大宮総合車両センター）において連合軍専用客車（特別車）マイネロ37 1（軍番号 1704、軍名称 St.LOUIS）から改造された、国鉄本庁用特別職用車である。もとは、1931年（昭和6年）3月鷹取工場製のマイネロ37260である。軍用に改造の際は、二等室の転換クロスシートをソファに改めた程度であったが、特別職用車転用時には大幅な改造が行われ、旧二等室側に展望会議室を設け、個室寝台の一部を調理室に変更、後位の出入り台は閉塞された。定員は10人である。リベットだらけのWルーフの三軸ボギー車でありながら、大きな展望室用の窓を持つ組み合わせは、独特な雰囲気を放っていた。
1952年3月に、特別職用車としての任を解かれ、大宮工場で試験車マヤ57 51に改造されているが、改番のみで実質的な変更はなく、試験の際の随行員の控車として使用され、特急「かもめ」や急行「越路」の速度向上試験に使用されたのが知られている。その後、1953年6月の車両称号規程改正の際にはマヤ38 51に改称されたが、1970年3月に廃車となった。

## スヤ4（スヤ39 1）
1948年6月に、大宮工機部で増加する連合軍の視察のためにマハ47 172から改造された特殊営業車スイネ39 1で、1950年6月大宮工機部で特別職用車に転用され、スヤ4（スヤ39 1）となった。しかし、形式図上は変更がなく、改番のみであったと推定される。特殊営業車となった時点で、車内は大幅に改造され、前位から便所、個室寝台4室、給仕用寝台付き会議室、調理室、給仕用寝台、物置、便所となっている。定員は8人。
もとは、大正15年川崎造船所製のスシ48681であり、1928年10月の称号規程改正によりスシ37711、1941年の称号規程改正でスシ37 12になっていたもので、1944年（昭和19年）にマハ47 172に改造されたことになっているが、未改造のまま鷹取工機部内で放置されていたものである。
1953年3月に、特別職用車の任を解かれ特殊営業車スイ48 1となり、同年6月の称号規程改正によりスイ99 1となったが、1960年（昭和35年）3月に廃車された。

## スヤ5（スヤ34 2）
1948年にGHQの石炭調査団が編成された際、その巡察用に整備されたスイネ34 1が前身で、その際、連合軍の許可を得て、白帯にJ.G.R.の標記と、連合軍専用車をまねた「BLACK DIAMOND」の愛称が標記された。1951年（昭和26年）3月に高砂工機部で特別職用車スヤ5（スヤ34 2）とされた。展望室はなく、前位から物置（出入り台）、調理室、個室寝台2室、会議室、ツーリスト型寝台12人分、出入り台である。定員は8人。
もとは、1930年（昭和5年）に特急「富士」用に製造された三等車スハ33909で、1937年（昭和12年）にスハ32568に改番され、さらに1938年（昭和13年）に病客車に改造されてスヘ32568となった。1941年の称号規程改正では、スヘ30 17となり、1943年（昭和18年）に保護室を設けてスヘセ30 17となった。戦後は、1946年4月に小倉工機部で連合軍用の病院車に改造され、スヘ31 11（軍番号 2912、軍名称 BRISCOM）となった。その際に保護室が撤去され、調理室が設けられている。
特別職用車の任を解かれた後は、1952年3月に土崎工場で三等車に復元されてスハ33 26となり、その後、1963年10月にオハネ17 141の改造種車となり、消滅した。

## スヤ6（スヤ48 1）
1938年9月、皇族用として鷹取工場で新製されたマイロネフ37292で、1941年の称号規程改正でスイロネフ38 3となっていたものである。戦後の1946年1月に連合軍に接収され、軍番号 1308、軍名称 HART FORDとなったが、1949年6月に車掌弁が撤去されてスイロネ37 3となっていた。特別職用車への転用は1950年6月で、大宮工機部において国鉄本庁用のスヤ6（スヤ48 1）となった。とはいえ、車内の構成は皇族用時代から変わっておらず、前位から出入り台、便所、化粧室、個室寝台2室、プルマン式寝台12人分、給仕室、便所である。後位の出入り台は、スイロネ37 3時代に、冷房装置の配電盤を設けるため、閉塞されている。
本車は、1952年6月に皇太子（上皇明仁）の非公式専用車として転用されることとなり、番号はスイロネ37 3に戻った。同年12月には、大宮工場で車掌弁を復活してマイロネフ38 1に改称、さらに1955年7月には1等寝台車の廃止に伴ってマロネフ59 1に改番された。本車は、1961年8月に廃車されたが、京都鉄道博物館で保存されている。

## スヤ21（スヤ51 11）
スヤ21（スヤ51 11）は、1950年3月、東京鉄道管理局（現・JR東日本東京支社）用の特別職用車として、大宮工機部で改造製作されたものである。
もとは、1940年（昭和15年）7月、汽車製造東京支店で新製されたスロハ31569で、1941年の称号規程改正でスロハ32 20に改番されていたものである。戦後の1946年10月、連合軍専用客車として接収されて、幡生工機部で酒保車（販売車）スミ36 2（軍番号 2706、軍名称 BUZZERDS BAY）とされ、1947年6月には大宮工機部でMRS地区司令官車スイネ32 21（軍番号、軍名称不変）に改造されていた。
特別職用車への改造に当たっては、旧二等室側に密閉式の展望会議室を設け、その次位に調理室、司令官車時代に設置された個室寝台3室、便所・洗面所が設けられている。便所・洗面所は、司令官車改造時に車端部に移されていた。特別職用車の任を解かれた後は、スロハ32 20に復元される計画であったが、1952年9月に長野工場で北海道用のスロハ32 102とされた。1963年に、オハネ17 504の改造種車となり、消滅した。

## スヤ22（スヤ51 12）
スヤ22（スヤ51 12）は、1950年3月、名古屋鉄道管理局（現・JR東海・東海鉄道事業本部）用の特別職用車として、名古屋工機部で改造製作されたものである。
もとは、1940年に新潟鐵工所で新製されたスロハ31557で、1941年の称号規程改正でスロハ32 8に改番されていたものである。戦後の1946年10月、連合軍専用客車として接収され、名古屋工機部で酒保車（販売車）スミ36 3（軍番号 2702、軍名称 STILL WATER）とされていた。
特別職用車への改造に当たっては、後位の旧三等室側に密閉式の展望会議室を設け、その次位に便所と洗面所、さらに調理室、個室寝台3室、給仕用寝台、物置が設置された。特別職用車の任を解かれた後は、スロハ32 8に復元される計画であったが、1952年10月に長野工場で北海道用のスロハ32 101とされた。1963年に、オハネ17 503の改造種車となり、消滅した。

## スヤ23（スヤ51 13）
スヤ23（スヤ51 13）は、1950年3月、大阪鉄道管理局（現・JR西日本近畿統括本部）用の特別職用車として、鷹取工機部で改造製作されたものである。
もとは、1939年（昭和14年）に日本車輌製造本店で新製されたスロハ31574で、1941年の称号規程改正でスロハ32 25に改番されていたものである。戦後の1946年10月、連合軍専用客車として接収され、鷹取工機部で酒保車（販売車）スミ36 4（軍番号 2725、軍名称 GREAT FALLS）とされていた。
特別職用車への改造に当たっては、後位の旧三等室側に密閉式の展望会議室を設け、その次位に調理室、さらに便所と洗面所、個室寝台3室、給仕用寝台、物置が設置された。スヤ22と比べて、展望会議室が小さく、その分調理室が広く取られている点が異なる。特別職用車の任を解かれた後は、スロハ32 25に復元される計画であったが、1953年6月に長野工場で北海道用のスロハ32 103とされた。1965年（昭和40年）に格下げられてスハ50 201となり、翌1966年（昭和41年）1月に廃車となった。

## スヤ24（スヤ51 14）
スヤ24（スヤ51 14）は、1950年3月、広島鉄道管理局（現・JR西日本広島支社）用の特別職用車として、幡生工機部で改造製作されたものである。
もとは、1940年2月に日本車輌製造で新製されたスロハ31593で、1941年の称号規程改正でスロハ32 44に改番されていたものである。戦後の1946年10月、連合軍専用客車として接収され、幡生工機部で酒保車（販売車）スミ36 1（軍番号 2707、軍名称 SUTTER'S CREEK）とされていた。
特別職用車としての仕様は、名古屋鉄道管理局のスヤ22とほぼ同一であるが、給仕用の寝台が設けられていない点が異なる。特別職用車の任を解かれた後は、スロハ32 44に復元される計画であったが、1952年8月に苗穂工場で北海道用のスロハ32 105とされた。1965年に格下げられてスハ50 203となり、翌1966年1月に廃車となった。

## スヤ25（スヤ51 15）
スヤ25（スヤ51 15）は、1950年3月、四国鉄道管理局（現・JR四国）用の特別職用車として、多度津工機部で改造製作されたものである。
もとは、1941年2月に日本車輌製造東京支店で新製されたスハニ35811で、1941年の称号規程改正でスハニ32 62に改番されていたものである。戦後の1945年10月、連合軍専用客車として接収され、大宮工機部で特別車オロ41 1（初代。軍番号 1707、軍名称 FALL RIVER）となったが、1946年5月に寝台を設けてオイネ31 21（軍番号、軍名称不変）に改造されていた。
特別職用車としての仕様は、旧三等室側に展望会議室を設け、その次位に開放式の寝台、便所・洗面所で、旧荷物室は調理室とされ、荷物扉もそのまま残されていた。特別職用車の任を解かれた後は、1953年3月にスハニ32 62に復元され、1968年（昭和43年）10月に廃車となった。

## スヤ26（スヤ51 16）
スヤ26（スヤ51 16）は、1950年3月、門司鉄道管理局（現・JR九州鉄道事業本部）用の特別職用車として、小倉工機部で改造製作されたものである。
もとは、1930年3月に汽車製造東京支店で新製されたスハフ35255で、1938年に病客車に改造されスヘフ35255、1941年の称号規程改正でスヘフ30 6に改番されていたものである。戦後の1946年5月、連合軍専用客車として接収され、小倉工機部で病院車スヘ31 13（軍番号 2911、軍名称 BRISTOL）に改造されていた。
特別職用車としての仕様は、後位に展望会議室、その次位に開放式の寝台4区画、便所・洗面所、調理室、寝台、シャワー室を設けている。特別職用車の任を解かれた後は、復元されることなく1954年（昭和29年）3月に建築限界測定車オヤ31 21に改造され、1987年（昭和62年）4月には九州旅客鉄道（JR九州）に継承されたが、2005年（平成17年）に廃車となった。

## スヤ27（スヤ51 17）
スヤ27（スヤ51 17）は、1950年3月、新潟鉄道管理局（現・JR東日本新潟支社）用の特別職用車として、長野工機部で改造製作されたものである。
もとは、1938年4月に新潟鐵工所で新製されたスハ33145で、1941年の称号規程改正でスハ32 482に改番されていたものである。戦後の1946年11月、連合軍専用客車として接収され、小倉工機部で酒保車（販売者）スミ42 2（軍番号 2720、軍名称 BELFAST。1949年6月、オミ42 2に改番）に改造されていた。
特別職用車としての仕様は、前位に連合軍専用客車時代の調理室と個室寝台2室を残し、さらに個室寝台を1室増加したうえで、その次位に便所・洗面所を設けた。後位側は密閉式の展望会議室であった。特別職用車の任を解かれた後は、1953年2月に土崎工場でスハ32 482に復元され、電気暖房取り付けを経て、1969年10月に荷物車マニ36 2100に改造。さらに1980年（昭和55年）には救援車オエ61 305に改造され、1987年2月に廃車となった。

## オヤ28（オヤ50 11）
オヤ28（オヤ50 11）は、1950年3月、仙台鉄道管理局（現・JR東日本仙台支社）用の特別職用車として、大宮工機部で改造製作されたもので、特別職用車としては唯一の17m車である。
もとは、1928年（昭和3年）1月に日本車輌製造で新製されたオロ41703で、同年10月の称号規程改正ではオロ30603に、1941年の称号規程改正ではオロ31 2に改番されていたものである。戦後の1946年2月、連合軍専用客車として接収され、大宮工機部で特別車オイ30 1（軍番号 1718、軍名称 WORCESTER）に、1947年3月には寝台を設けてオイネ33 1に改造されていた。
特別職用車としては、前位に密閉式の展望会議室、その次位に寝台、調理室、便所・洗面所が設けられている。特別職用車の任を解かれた後は、1952年6月に大宮工場でオロ31 2に復元され、1961年に格下げによりオハ27 2に改称。1963年8月に廃車された。

## スヤ29（スヤ51 18）
スヤ29（スヤ51 18）は、1950年1月、札幌鉄道管理局（現・JR北海道鉄道事業本部）用の特別職用車として、五稜郭工機部で改造製作されたものである。
もとは、1930年（昭和5年）に汽車製造東京支店で新製されたスハ32702で、1941年の称号規程改正ではスハ32 103と改番されていたものである。戦後の1946年7月、連合軍専用車として接収され、名古屋工機部で巡察車オイ31 15（軍番号 2808、軍名称 RED BIRD）に、1947年6月には盛岡工機部で特別車として寝台を設置し、オイネ31 51（軍番号 1724、軍名称 LORAIN）に改造されていた。
特別職用車としては、連合軍専用車時代の間取りを生かし、中央部の貴賓室を会議室に変更し、前位の便所を撤去して展望室を設置した程度であったが、後に会議室を展望室と一体化し、その部分にあった個室寝台を中央部に移設した。それより後位は、連合軍専用車時代のまま、調理室、開放式寝台2区画、便所・洗面所、出入り台である。また、展望室妻部の固定窓は、他車と同じ3枚構成であるものの、左右の2枚の高さが低く、独特の形態であった。
特別職用車としての任を解かれた後は、1953年3月に旭川工場で、試験車スヤ32 1に改造されたが、試験機器を搭載するだけの控車であったようである。また、特殊営業車としての使用も考慮されていた。1961年3月には、五稜郭工場で職員の巡回検診用の保健車に改造されたが、形式番号の変更はなかった。1977年（昭和52年）1月に廃車となった。展望室は廃車までそのままであった。

## スヤ30（スヤ51 19）
スヤ30（スヤ51 19）は、1950年8月、旭川鉄道管理局（現・JR北海道旭川支社）および釧路鉄道管理局（現・JR北海道釧路支社）用の特別職用車として、五稜郭工機部で改造製作されたものである。
もとは、1937年1月に汽車製造東京支店で新製されたスハ32919で、1941年の称号規程改正ではスハ32 256と改番されていたものである。戦後の1948年にGHQの要請により、石炭調査団の巡察車として整備改造され、スイネ34 1に改造された。その際に個室寝台や会議室、調理室等を設置している。
特別職用車としては、前位に展望会議室を設置して、旧会議室部分に個室寝台を増設しており、当時の車番はスヤ34 1であった。翌1951年3月には、会議室を拡大して個室寝台を移設する改造を旭川工場で施行され、スヤ51 19に改称された。
特別職用車としての任を解かれた後は、1953年に試験車スヤ32 2に改造されたが、その状況はスヤ29と同様であったようである。1961年には保健車に改造されたが、形式番号の変更はなかった。廃車は1976年（昭和51年）である。展望室は廃車までそのままであった。

## 備考
釧路鉄道管理局に配属されていた木造のナハ23875の妻面に固定窓が設けられ、長距離移動に対応したと思われる床下タンクが取り付けられているのが、複数の趣味者により実見されている。真相は不明であるが、特別職用車を旭川局との兼用にされた釧路局が独自に用意した特別職用車だったのではないかと推定されている。